# Alseda socken
Alseda socken i Småland ingick i Östra härad, ingår sedan 1971 i Vetlanda kommun i Jönköpings län och motsvarar från 2016 Alseda distrikt.
Socknens areal är 61,35 kvadratkilometer, varav land 58,87 km². År 2000 fanns här 1 556 invånare. Tätorten Holsbybrunn, orten Ädelfors med  Ädelfors guldgruva, gruvan Kleva gruva samt kyrkbyn Alseda med sockenkyrkan Alseda kyrka ligger i socknen. 

## Administrativ historik
Alseda socken har medeltida ursprung. På 1500-talet utbröts Ökna socken som från början var en kapellförsamling.
Vid kommunreformen 1862 övergick socknens ansvar för de kyrkliga frågorna till Alseda församling och för de borgerliga frågorna till Alseda landskommun. Landskommunen utökades 1952 uppgick sedan 1971 i Vetlanda kommun. Församlingen utökades 2010.
1 januari 2016 inrättades distriktet Alseda, med samma omfattning som församlingen hade 1999/2000.  
Socknen har tillhört samma fögderier och domsagor som Östra härad. De indelta soldaterna tillhörde Kalmar regemente, Vedbo härads kompani, och Smålands husarregemente, Hvetlanda skvadron, Hvetlanda kompani.

## Geografi
Alseda socken ligger kring Emån och dess biflöde Skedeån. Socknen är bördig och flack odlingsbygd i ådalarna och har kuperad skogsmark norr och söder om ådalen.

## Fornlämningar
Några gravrösen från bronsåldern och tre järnåldersgravfält finns här. Ett tiotal runristningar är kända varav flera nu försvunna.

## Namnet
Namnet (1290 Alsidum), taget från kyrkbyn, innehållet förleden al och efterleden sidd, sidlänt eller sluttande (sank)mark.

### Fotnoter
1. 1 2 3  Svensk Uppslagsbok Alseda socken
2. 1 2  Harlén, Hans; Harlén Eivy (2003). Sverige från A till Ö: geografisk-historisk uppslagsbok. Stockholm: Kommentus. Libris 9337075. ISBN 91-7345-139-8
3. ↑  ”Församlingar”. Statistiska centralbyrån. https://www.scb.se/hitta-statistik/regional-statistik-och-kartor/regionala-indelningar/forsamlingar/. Läst 30 december 2022.
4. ↑  Administrativ historik för Alseda socken (Klicka på församlingsposten). Källa: Nationella arkivdatabasen, Riksarkivet.
5. ↑  Indelta soldater, torp och rotar i Jönköpings län Arkiverad 24 januari 2012 hämtat från the Wayback Machine. Jönköpingsbygdens Genealogiska Förening
6. 1 2  Sjögren, Otto (1931). Sverige geografisk beskrivning del 2 Östergötlands, Jönköpings, Kronobergs, Kalmar och Gotlands län. Stockholm: Wahlström & Widstrand. Libris 9939
7. 1 2 3  Nationalencyklopedin
8. ↑  Fornlämningar, Statens historiska museum: Alseda socken
9. ↑  Fornminnesregistret, Riksantikvarieämbetet: Alseda socken Fornminnen i socknen erhålls på kartan genom att skriva in sockennamn (utan "socken") i "Ange geografiskt område"